# Лирохвосты
Лирохво́сты, или пти́цы-ли́ры (лат. Menura) — птицы отряда воробьинообразных. Род входит в монотипное семейство лирохвосты и включает два современных вида австралийских птиц, ведущих наземный образ жизни. Они примечательны тем, что имеют превосходную способность имитировать природные и искусственные звуки окружающей среды. Лирохвосты также хорошо известны из-за поразительной красоты своего огромного хвоста у мужской особи птицы — ими можно полюбоваться, когда он раскрывает хвост для демонстрации или при ухаживании. Лирохвосты считаются национальными австралийскими птицами.

## Поведение и экология
Самец активен зимой, когда он создаёт и поддерживает открытую кругообразную насыпь в густом кустарнике, на которой он «поёт» и исполняет танец ухаживания для демонстрации потенциальным партнёршам, которых у самца несколько. Самка строит неаккуратное крытое гнездо, располагающееся во влажной низине ниже уровня земли под защитой бурелома, реже — на деревьях. Там она откладывает единственное яйцо и в срок до 50 дней сама же насиживает до выведения птенца.
Лирохвосты питаются насекомыми, пауками, земляными червями, иногда семенами. Они находят пищу, разгребая лапами листву. Лирохвосты очень пугливые, особенно Альбертов лирохвост, поэтому существует очень мало информации об их поведении. При приближении опасности лирохвосты останавливаются и издают сигнал тревоги. После этого они убегают или ищут убежище, в котором можно спрятаться, и там замирают. Встречались случаи, когда лирохвосты пытались укрыться в шахтах во время лесных пожаров вместе с пожарными.

## Голос и подражание
Песня лироховоста является его наиболее отличительной характеристикой. Лирохвосты поют в течение всего года, больше всего они поют в сезон размножения, который проходит с июня по август. В течение этого времени они могут петь до четырёх часов в день — почти половину светового дня. Песня лирохвоста состоит из семи элементов его собственных песен и любого количества других песен и звуков, которые он может успешно имитировать. Сиринкс лирохвоста является наиболее сложным среди воробьиных (певчих птиц) и даёт лирохвосту экстраординарные способности мимики и непревзойдённый вокальный репертуар. Лирохвосты воспроизводят песни других птиц с большой точностью, а также подражают другим животным, таким как коалы и динго.
Лирохвосты способны подражать почти любому звуку. Были зарегистрированы случаи подражания звукам свистков, кросс-пилы, бензопилы, автомобильных двигателей, автомобильных сигнализаций, пожарных сигнализаций, выстрелов охотничьего оружия, звукам затворов фотоаппаратов, лая собак, плача младенцев, музыки, мелодий мобильных телефонов и даже звукам человеческого голоса. Тем не менее, несмотря на то, что люди достаточно часто сообщают о случаях подражания человеческим звукам, частота этого явления считается преувеличенной и само явление считается достаточно редким.
Один исследователь, Сидней Куртис, записал в окрестностях национального парка Новой Англии звуки, похожие на игру флейты. Подобным же образом, в 1969 году смотритель парка, Невилл Фентон, записал песню лирохвоста, похожую на звуки флейты, — это было в национальном парке Новой Англии, в пригороде Дорриго к северному побережью Нового Южного Уэльса. После проведённого расследования Фентон выяснил, что в 1930-х годах на ферме, прилегающей к парку, жил человек, имевший привычку играть на флейте рядом со своим домашним лирохвостом. Лирохвост запомнил его исполнение и позже воспроизвёл в парке. Невилл Фентон отправил эту запись звукотехнику и орнитологу Норману Робинсону. Так как лирохвост способен одновременно воспроизводить две мелодии, то Робинсон отфильтровал одну из мелодий и проиграл её для анализа. Песня представляла собой видоизменённую версию двух популярных в 1930-х годах мелодий: «The Keel Row» и «Mosquito’s Dance». Музыковед Девид Ротенберг подтвердил эту информацию.

## Систематика и эволюция
Классификация лирохвостов сопровождалась множеством споров. Сначала их хотели отнести к курообразным, так как внешне лирохвосты похожи на серую куропатку, гребенчатую курицу и фазана, уже известных европейцам, но обычно лирохвостов классифицируют как отдельное семейство Menuridae с единственным родом Menura.
Как правило, семейство лирохвостов считают близкородственным к кустарниковым птицам (Atrichornithidae) и некоторые авторитеты объединяют их в одно семейство, но утверждение, что лирохвосты также связаны и с шалашниковыми, остаётся спорным.
Лирохвоста не относят к исчезающим в близкой и среднесрочной перспективе видам. Среда обитания альбертова лирохвоста очень ограничена, но, по всей видимости, безопасна, пока остаётся нетронутой, в то время как большой лирохвост, среде обитания которого когда-то была серьёзная угроза, теперь классифицируется как обычный. Но даже в этом случае лирохвосты уязвимы для котов и лисиц, поэтому птицы остаются под наблюдением в плане наличия схем защиты их среды обитания для противостоянию нарастающему давлению со стороны увеличивающейся человеческой популяции.

### Виды

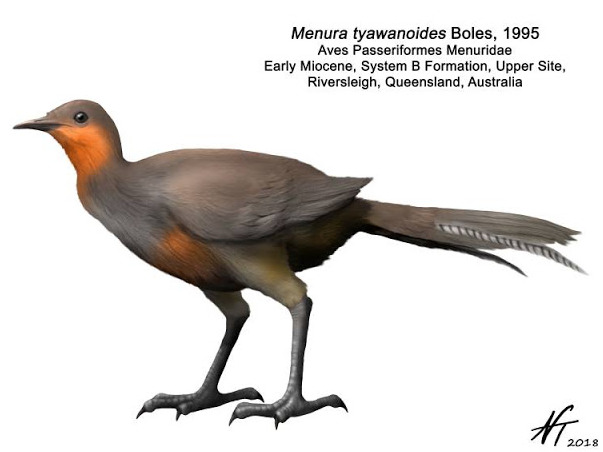
Menura tyawanoides, реконструкция

Международный союз орнитологов относит к роду 2 вида:
- Большой лирохвост (Menura novaehollandiae)
- Альбертов лирохвост (Menura alberti) — особи немного меньшего размера, самцы до 90 см и самки до 84 см и встречаются только в небольшом районе сельвы Квинсленда. Их внешность менее эффектна, чем у большого лирохвоста, но всё равно похожи на него. Альбертов лирохвост назван так в честь принца Альберта, мужа королевы Виктории.

Лирохвосты — это древние австралийские животные: в австралийском музее хранятся окаменелые остатки лирохвостов, возраст которых оценивается примерно в 15 млн лет. Доисторический вид Menura tyawanoides описан по окаменелым остаткам, относящимся к раннему миоцену, найденным на северо-западе штата Квинсленд в местности Риверслей, известной как заповедник окаменелостей.

## Лирохвосты в культуре
Лирохвост много раз изображался в качестве символа или эмблемы, особо стоит отметить Новый Южный Уэльс и Викторию (которые являются естественной средой обитания большого лирохвоста) и Квинсленд (являющийся естественной средой обитания альбертова лирохвоста).
- Самец большого лирохвоста изображен на реверсе австралийской 10-центовой монеты[9].
- Стилизованный большой лирохвост изображён в прозрачном фрагменте австралийской 100-долларовой банкноты.
- Силуэт самца большого лирохвоста является эмблемой австралийской комиссии по фильмам.
- Рисунок самца большого лирохвоста является эмблемой Национальных парков Нового Южного Уэльса и Службы диких животных[10].
- Узор на занавесях в государственном театре Виктории изображает самца большого лирохвоста в период ухаживания.
- Стилизованный рисунок самца альбертова лирохвоста был эмблемой музыкальной консерватории Квинсленда, пока она не стала частью университета Гриффита. В эмблеме верхняя часть хвоста лирохвоста переходила в часть нотного стана.
- Стилизованный рисунок части хвоста самца большого лирохвоста является эмблемой музыкального совета Виктории.
- Множество других компаний со словом Лирохвост в своём названии также используют изображения лирохвоста в качестве логотипа.
- Лирохвостам посвящён эпизод комедийного сериала «День, когда я встретил Аттенборо» (англ. The Day I Met Attenborough), снятого к 90-летию сэра Дэвида Аттенборо студией Aardman[11][12].

## Картина Джона Гульда

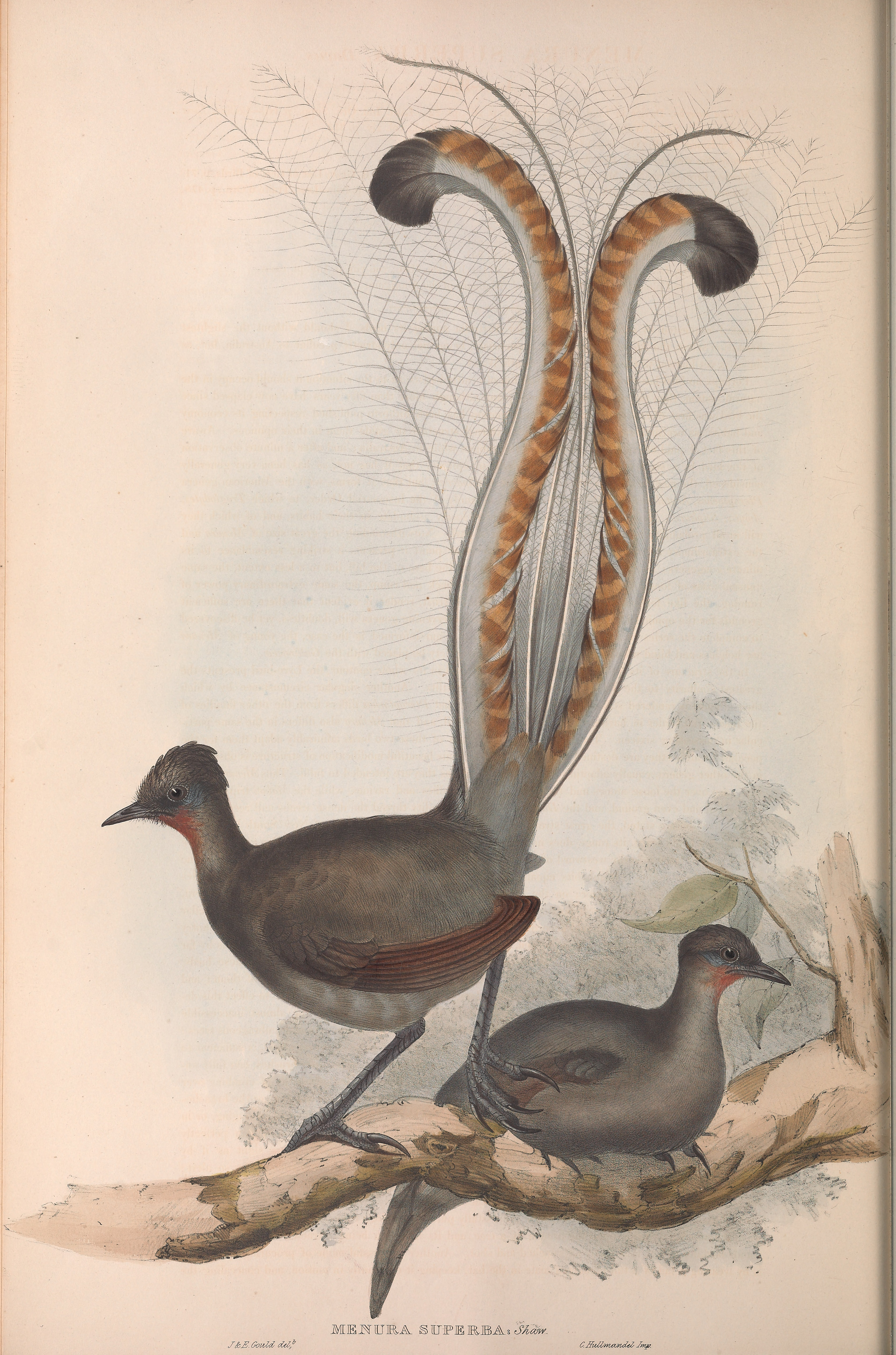
Картина Джона Гульда в начале 1800-х гг. изображает особь большого лирохвоста из Британского музея

Лирохвост называется так из-за своего эффектного хвоста (который состоит из 16 сильно видоизменённых перьев — два продолговатых в середине хвоста, два широких, направленных под углом к первым, и 12 расположенных между ними); ранее посчитали, что хвост напоминает лиру. Это название закрепилось, когда экземпляр большого лирохвоста (перевезённый из Австралии в Англию в начале 1800-х гг.) был подготовлен для демонстрации в Британском музее таксидермистом, ранее никогда не видевшим живого лирохвоста. Таксидермист ошибочно посчитал, что хвост напоминает лиру и что он должен быть расположен так же, как у павлинов, когда они демонстрируют его, исходя из этого таксидермист и расположил перья соответствующим образом. Позднее, Джон Гульд (который также никогда не видел живого лирохвоста), нарисовал картину лирохвоста на основе экземпляра из Британского музея.
Хотя и получилось очень красиво, но лирохвосты не держат хвост так, как это нарисовано в картине Джона Гульда. Вместо этого мужские особи лирохвоста в процессе ухаживания раскрывают хвост во всей ширине, при этом он полностью скрывает их голову и заднюю часть тела — такое можно увидеть на австралийской 10-центовой монете, где хвост большого лирохвоста (в период ухаживания) изображён в точности.

## Интересный факт
В начале 1930-х годов мужская особь лирохвоста по кличке «Джеймс» близко подружилась с миссис Вилкинсон, длительное время подкармливающей птицу. После этого Джеймс исполнил для неё танец ухаживания на одной из своих насыпей, сделанных им в заднем дворе — то же самое птица демонстрировала и для более широкой публики, но лишь в случае присутствия миссис Вилкинсон. В один из таких случаев ухаживания Джеймса длились 43 минуты, в течение которых он ходил, сопровождая свои шаги мелодией собственного исполнения, имитирующей крики австралийской сороки и молодой сороки, выкармливаемой родителем, австралийской восточной трещотки, австралийской птицы-колокольчика, смех двух кукабарр, смеющихся в унисон, желтоухого траурного какаду, шлемоносного какаду, пёстрой розеллы, чернозобой птицы-мясника, серёжчатого медососа, серогрудой сорокопутовой мухоловки, шилоклюва, бело-бурой кустарниковой птицы, пестроголового пардалота, скворца, золотобрюхой зарянковой мухоловки, золотого свистуна, стаи попугаев, свистящих на лету, красной розеллы, нескольких других птиц, которых затруднительно было установить и трели медососов (крошечных птиц с тонкими голосами), собирающихся группками и щебечущими сладкими голосами. Для подражания сладкоголосым птичкам Джеймсу надо было свой мощный голос понизить до слабого и очень тихого, но он был очень изобретателен, сделав слышимым и различимым каждый тон в этом хоре. Также Джеймс включил в своё исполнение удачное подражание звукам отбойного молотка, гидравлического подъёмника и автомобильного сигнала.

## Видео
- Большой лирохвост и альбертов лирохвост в Интернет-коллекции птиц